# Raziovitalismo
Il raziovitalismo (in spagnolo raciovitalismo) è un orientamento filosofico seguito da José Ortega y Gasset. Il termine è formato dalle parole ragione e vita, due concetti strettamente collegati. Secondo Ortega l'uomo non è un ente dotato di ragione, ma un essere che deve usare la ragione per poter vivere. La vita è un continuo fabbricarsi, un quehacer. È problema e naufragio, preoccupazione e programma vitale. L'uomo deve impegnarsi a realizzare sé stesso e il proprio destino. Quanto più realizzerà se stesso, tanto più sarà reale.